# Cordillera de Doña Ana
Cordillera de Doña Ana är en bergskedja i Chile.   Den ligger i regionen Región de Coquimbo, i den centrala delen av landet, 400 km norr om huvudstaden Santiago de Chile.
Trakten runt Cordillera de Doña Ana är ofruktbar med lite eller ingen växtlighet. Runt Cordillera de Doña Ana är det mycket glesbefolkat, med 4 invånare per kvadratkilometer.